# Michał Madej
Michał Madej (ur. 21 lutego 1975 w Krakowie) – polski projektant gier komputerowych, scenarzysta, programista, autor gier fabularnych i działacz fandomu. Pracował w Necrosofcie, CD Projekt RED, Techlandzie i Ubisofcie.

## Kariera zawodowa

### Gry fabularne i działalność fanowska
Autor gier fabularnych takich jak System Q-10, autor tekstów o grach publikowanych w „Magii i Mieczu”. Laureat nagrody Quentina za najlepszy scenariusz do gry fabularnej za rok 2004 (scenariusz: Drewniane ostrze). Wcześniej był współorganizatorem tej nagrody.
Organizator konwentów Krakon i ConQuest w Krakowie. Współautor gry karcianej Fandoom.

### Gry komputerowe
Michał Madej rozpoczynał swoją karierę jako programista drastycznej półamatorskiej produkcji Rezerwowe psy (1999) studia Nekrosoft, wyśmiewającej politykę, media czy też celebrytów. Jakub Mirowski z portalu Gry-Online opisywał Rezerwowe psy jako grę „zapożyczającą rozwiązania z popularnej wówczas nad Wisłą serii UFO, ale nie dorastającą klasyce MicroProse do pięt pod względem grywalności i złożoności”. Madej przyznawał, że „nie tylko była to wulgarna i prymitywna gra, ale pewnie była też jedną z najgorszych w dziejach polskiego gamedevu”. Programował też inną, równie drastyczną grę Nekrosoftu, The Troma Project (2001), zanim studio się rozpadło.
Największe uznanie przyniosła mu gra Wiedźmin (2007) zespołu CD Projekt Red, oparta na uniwersum Andrzeja Sapkowskiego, przy której pełnił on funkcję głównego projektanta. Przy adaptacji losów Geralta z Rivii Madej zdecydował się zmienić konwencję fabularnych gier akcji; moralne wybory podejmowane przez gracza miały skutki odroczone w czasie, nie zaś natychmiastowe. Wiedźmin odniósł wielki sukces w Polsce, zdobywając wiele branżowych nagród jako najlepsza gra fabularna i komputerowa roku 2007. Był też dobrze przyjęty za granicą, gdzie jednak kontrowersje rodził sposób przedstawiania relacji miłosnych Geralta z różnymi kobietami (sprowadzających się do kolekcjonowania kart o treści erotycznej). Później Madej pracował w Techlandzie jako starszy projektant poziomów przy komputerowym westernie Call of Juarez: Więzy krwi (2009) i współtworzył scenariusz do Dead Island (2011, wraz z Pawłem Selingerem i Hariskem Orkinem), opracowując fabułę i postaci. Kierował też okresowo studiem Ubisoft Shanghai, gdzie jako dyrektor kreatywny współpracował przy tworzeniu Far Cry 3 (2012) i Far Cry: Primal (2016). Następnie przeniósł się do krakowskiego oddziału CD Projekt Red.
Mateusz Mucharzewski ze strony Graczpospolita.pl opisał Madeja jako „legendę polskiego gamedevu”.

## Życie prywatne
Ma żonę Annę, również pracującą w branży gier komputerowych. Siostra Magda również zajmuje się grami fabularnymi i organizowaniem konwentów.

## Wykaz gier komputerowych
| Rok  | Tytuł                      | Stanowisko                                               | Studio           |
| ---- | -------------------------- | -------------------------------------------------------- | ---------------- |
| 1999 | Rezerwowe psy              | programista                                              | Nekrosoft        |
| 2001 | The Troma Project          | programista                                              | Nekrosoft        |
| 2007 | Wiedźmin                   | główny projekant                                         | CD Projekt Red   |
| 2009 | Call of Juarez: Więzy krwi | starszy projektant poziomów                              | Techland         |
| 2011 | Dead Island                | scenarzysta                                              | Techland         |
| 2012 | Far Cry 3                  | dyrektor kreatywny oddziału Ubisoft Shanghai             | Ubisoft Shanghai |
| 2016 | Far Cry: Primal            | kierownik działu projektowania oddziału Ubisoft Shanghai | Ubisoft Shanghai |